# San Diego Conquistadors 1973-1974
La stagione 1973-74 dei San Diego Conquistadors fu la 2ª nella ABA per la franchigia.
I San Diego Conquistadors arrivarono quarti nella Western Division con un record di 37-47. Nei play-off, dopo aver vinto la gara di tie-breaker con i Denver Rockets, persero la semifinale di division con gli Utah Stars (4-2).

## Risultati
| Squadra                 | V  | P  | %    | GB |
| ----------------------- | -- | -- | ---- | -- |
| Utah Stars              | 51 | 33 | 60,7 | -  |
| Indiana Pacers          | 46 | 38 | 54,8 | 5  |
| San Antonio Spurs       | 45 | 39 | 53,6 | 6  |
| Denver Rockets          | 37 | 47 | 44,0 | 14 |
| San Diego Conquistadors | 37 | 47 | 44,0 | 14 |

## Roster
| N°    | Naz.                   | Ruolo | Sportivo       | Anno | Alt. | Peso \|\| |
| ----- | ---------------------- | ----- | -------------- | ---- | ---- | --------- |
| 3     | Stati Uniti (bandiera) | AC    | Caldwell Jones | 1950 | 211  | 98        |
| 7     | Stati Uniti (bandiera) | AC    | Stew Johnson   | 1944 | 203  | 100       |
| 10    | Stati Uniti (bandiera) | G     | Bo Lamar       | 1951 | 185  | 82        |
| 12-53 | Stati Uniti (bandiera) | GA    | George Adams   | 1949 | 196  | 95        |
| 14    | Stati Uniti (bandiera) | G     | Jim O'Brien    | 1949 | 185  | 77        |
| 14    | Stati Uniti (bandiera) | G     | Jerry Pender   | 1950 | 188  | 84        |
| 20    | Stati Uniti (bandiera) | G     | Billy Shepherd | 1949 | 178  | 73        |
| 21    | Stati Uniti (bandiera) | AC    | Red Robbins    | 1944 | 203  | 86        |
| 22    | Stati Uniti (bandiera) | A     | Paul Stovall   | 1948 | 193  | 98        |
| 23    | Stati Uniti (bandiera) | G     | Chuck Williams | 1947 | 188  | 79        |
| 25    | Stati Uniti (bandiera) | AC    | Tim Bassett    | 1951 | 203  | 102       |
| 40    | Stati Uniti (bandiera) | G     | Flynn Robinson | 1941 | 185  | 84        |
| 44    | Stati Uniti (bandiera) | GA    | Larry Miller   | 1946 | 193  | 86        |
| 55    | Stati Uniti (bandiera) | AC    | Gene Moore     | 1945 | 206  | 102       |

## Staff tecnico
- Allenatore: Wilt Chamberlain
- Vice-allenatore: Stan Albeck